# Big Brother Hrvatska (2. sezona)
Big Brother 2, poznat i kao Big Brother: Gola istina, bila je druga hrvatska sezona reality showa Big Brother, koju je vodila Antonija Blaće. Počela je 4. rujna 2005. i trajala je 118 dana završavajući 30. prosinca 2005.
Druga sezona je imala radikalne promjene u formatu showa kao što je povećan broj kandidata s 12 na 14, razlozi nominacija trebali su biti bolje objašnjeni te tokom showa u kuću je ušlo dosta novih stanara. Ova je sezona bila posebna zbog velikog broja stanara od kojih je velik broj ušao naknadno.
Kandidati su bili različitiji i mnogo mlađi od onih iz 1. sezone. Jedan od finalista bio je Hamdija Seferović, jedini Rom među natjecateljima. Pristojan i miran Seferović je osvojio simpatije hrvatske publike, prvenstveno zbog priznanja kako ima samo osnovnu školu, i tada predstavljajući se kao obiteljski čovjek. 
Zbog toga, finale je bilo nepredvidivo, kao i zbog Dace Bosančić, kandidatkinje koja je naknadno ušla u kuću, te je također osvojila simpatije publike i natjecatelja.
Druga sezona je, kao i prva, naišla na kritike - najviše zbog nedostatka kreativnosti producenata - no, začuđujuće, druga sezona je bila gledanija od prve sezone. 

## Voditelji
- Antonija Blaće
- Renata Sopek
- Boris Mirković

## Stanari
| Ime i prezime          | Ulazak  | Izlazak  | Status                        |
| ---------------------- | ------- | -------- | ----------------------------- |
| Hamdija Seferović (26) | Dan 1.  | Dan 118. | Pobjednik (118 dana u kući)   |
| Daca Bosančić (21)     | Dan 55. | Dan 118. | 20. izbačena (63 dana u kući) |
| Matko Okmažić (25)     | Dan 1.  | Dan 118. | 19. izbačen (118 dana u kući) |
| Ivan Grgec (24)        | Dan 1.  | Dan 118. | 18. izbačen (118 dana u kući) |
| Tatjana Čehić (25)     | Dan 76. | Dan 111. | 17. izbačena (35 dana u kući) |
| Matea Matić (22)       | Dan 55. | Dan 104. | 16. izbačena (49 dana u kući) |
| Željka Lukić (23)      | Dan 55. | Dan 97.  | 15. izbačena (42 dana u kući) |
| Maroje Sabljić (28)    | Dan 76. | Dan 90.  | 14. izbačen (14 dana u kući)  |
| Kristian Stojić (28)   | Dan 1.  | Dan 83.  | 13. izbačen (83 dana u kući)  |
| Sanja Močibob (22)     | Dan 1.  | Dan 76.  | 12. izbačena (76 dana u kući) |
| Dominik Rožić (24)     | Dan 55. | Dan 69.  | 11. izbačen (14 dana u kući)  |
| Lana Škurić (24)       | Dan 1.  | Dan 62.  | 10. izbačena (62 dana u kući) |
| Duje Katalinić (28)    | Dan 1.  | Dan 55.  | 9. izbačen (55 dana u kući)   |
| Hana Šoljan (20)       | Dan 27. | Dan 48.  | 8. izbačena (21 dan u kući)   |
| Kristina Abolić (25)   | Dan 1.  | Dan 41.  | 7. izbačena (41 dan u kući)   |
| Igor Knežević (29)     | Dan 1.  | Dan 34.  | 6. izbačen (34 dana u kući)   |
| Monika Maleš (28)      | Dan 1.  | Dan 27.  | 5. izbačena (27 dana u kući)  |
| Brankica Čonda (25)    | Dan 1.  | Dan 20.  | 4. izbačena (20 dana u kući)  |
| Nataša Gajić (21)      | Dan 1.  | Dan 13.  | 3. izbačena (13 dana u kući)  |
| Biserka Dolenec (42)   | Dan 1.  | Dan 6.   | 2. izbačena (6 dana u kući)   |
| René Nemarnik (20)     | Dan 1.  | Dan 6.   | 1. izbačen (6 dana u kući)    |

## Tablica nominacija
|            | 1. tjedan               | 2. tjedan              | 3. tjedan                              | 4. tjedan              | 5. tjedan            | 6. tjedan                | 7. tjedan            | 8. tjedan                        | 9. tjedan             | 10. tjedan              | 11. tjedan                                  | 12. tjedan                      | 13. tjedan             | 14. tjedan             | 15. tjedan            | 16. tjedan              | 17. tjedan Finale          | 17. tjedan Finale          | Dobivenih nominacija |
| ---------- | ----------------------- | ---------------------- | -------------------------------------- | ---------------------- | -------------------- | ------------------------ | -------------------- | -------------------------------- | --------------------- | ----------------------- | ------------------------------------------- | ------------------------------- | ---------------------- | ---------------------- | --------------------- | ----------------------- | -------------------------- | -------------------------- | -------------------- |
| Hamdija    | automatski nominiran    | Kristina, Nataša       | Brankica, Monika                       | Kristina, Lana         | Lana, Sanja          | Kristian, Kristina       | Hana, Kristian       | Big Brother nominirani po kazni  | Lana, Sanja           | Daca, Dominik           | Matea, Sanja                                | Daca, Matea                     | Maroje, Matea          | Daca, Matea            | Matea, Tatjana        | Daca, Tatjana           | Winner (Dan 118)           | Winner (Dan 118)           | 16                   |
| Daca       | Nije bila u kući        | Nije bila u kući       | Nije bila u kući                       | Nije bila u kući       | Nije bila u kući     | Nije bila u kući         | Nije bila u kući     | Nije bila u kući                 | Preskočila nominacije | Hamdija, Kristian       | Hamdija, Ivan                               | Hamdija, Ivan                   | Maroje, Tatjana        | Matko, Željka          | Matea, Tatjana        | Ivan, Matko             | Drugo mjesto (Dan 118)     | Drugo mjesto (Dan 118)     | 14                   |
| Matko      | automatski nominiran    | Kristina, Nataša       | Kristina, Monika                       | Kristina, Monika       | Igor, Kristina       | Ivan, Kristina           | Hana, Sanja          | Big Brother nominirani po kazni  | Lana, Sanja           | Daca, Dominik           | Daca, Matea                                 | Daca, Matea                     | Daca, Maroje           | Matea, Željka          | Matea, Tatjana        | Daca, Tatjana           | Treće mjesto (Dan 118)     | Treće mjesto (Dan 118)     | 7                    |
| Ivan       | automatski nominiran    | Brankica, Kristina     | Brankica, Igor                         | Monika, Sanja          | Lana, Sanja          | Kristian, Sanja          | Kristian, Sanja      | Big Brother nominirani po kazni' | Lana, Sanja           | Dominik, Matea          | Matea, Sanja                                | Daca, Željka                    | Maroje, Tatjana        | Matea, Željka          | Matea, Tatjana        | Daca, Tatajana          | Četvrto mjesto (Dan 118)   | Četvrto mjesto (Dan 118)   | 23                   |
| Tatjana    | Nije bila u kući        | Nije bila u kući       | Nije bila u kući                       | Nije bila u kući       | Nije bila u kući     | Nije bila u kući         | Nije bila u kući     | Nije bila u kući                 | Nije bila u kući      | Nije bila u kući        | Nije bila u kući                            | Preskočila nominacije           | Ivan, Maroje           | Ivan, Matea            | Daca, Ivan            | Daca, Ivan              | Izbačena (Dan 111)         | Izbačena (Dan 111)         | 12                   |
| Matea      | Nije bila u kući        | Nije bila u kući       | Nije bila u kući                       | Nije bila u kući       | Nije bila u kući     | Nije bila u kući         | Nije bila u kući     | Nije bila u kući                 | Preskočila nominacije | Hamdija, Ivan           | Hamdija, Matko                              | Hamdija, Željka                 | Maroje, Tatjana        | Hamdija, Tatjana       | Ivan, Matko           | Izbačena (Dan 104)      | Izbačena (Dan 104)         | Izbačena (Dan 104)         | 21                   |
| Željka     | Nije bila u kući        | Nije bila u kući       | Nije bila u kući                       | Nije bila u kući       | Nije bila u kući     | Nije bila u kući         | Nije bila u kući     | Nije bila u kući                 | Preskočila nominacije | Dominik, Hamdija        | Hamdija, Matea                              | Ivan, Matea                     | Maroje, Tatjana        | Matea, Tatjana         | Izbačena (Dan 97)     | Izbačena (Dan 97)       | Izbačena (Dan 97)          | Izbačena (Dan 97)          | 6                    |
| Maroje     | Nije bio u kući         | Nije bio u kući        | Nije bio u kući                        | Nije bio u kući        | Nije bio u kući      | Nije bio u kući          | Nije bio u kući      | Nije bio u kući                  | Nije bio u kući       | Nije bio u kući         | Nije bio u kući                             | Preskočio nominacije            | Matea, Željka          | Izbačen (Dan 90)       | Izbačen (Dan 90)      | Izbačen (Dan 90)        | Izbačen (Dan 90)           | Izbačen (Dan 90)           | 7                    |
| Kristian   | automatski nominiran    | Kristina, Monika       | Kristina, Monika                       | Kristina, Monika       | Ivan, Igor           | Ivan, Kristina           | Hana, Kristina       | Big Brother nominirani po kazni  | Hamdija, Ivan         | Dominik, Matea          | Daca, Matea                                 | Big Brother nominirani po kazni | Izbačen (Dan 83)       | Izbačen (Dan 83)       | Izbačen (Dan 83)      | Izbačen (Dan 83)        | Izbačen (Dan 83)           | Izbačen (Dan 83)           | 9                    |
| Sanja      | automatski nominirana   | Monika, Nataša         | Duje, Kristina                         | Duje, Kristina         | Ivan, Igor           | Duje, Ivan               | Duje, Hamdija        | Big Brother nominirani po kazni  | Matko, Hamdija        | Hamdija, Ivan           | Ivan, Kristian                              | Izbačena (Dan 76)               | Izbačena (Dan 76)      | Izbačena (Dan 76)      | Izbačena (Dan 76)     | Izbačena (Dan 76)       | Izbačena (Dan 76)          | Izbačena (Dan 76)          | 13                   |
| Dominik    | Nije bio u kući         | Nije bio u kući        | Nije bio u kući                        | Nije bio u kući        | Nije bio u kući      | Nije bio u kući          | Nije bio u kući      | Nije bio u kući                  | Preskočio nominacije  | Ivan, Kristian          | Izbačen (Dan 69)                            | Izbačen (Dan 69)                | Izbačen (Dan 69)       | Izbačen (Dan 69)       | Izbačen (Dan 69)      | Izbačen (Dan 69)        | Izbačen (Dan 69)           | Izbačen (Dan 69)           | 5                    |
| Lana       | automatski nominirana   | Kristina, Monika       | Igor, Kristina                         | Igor, Kristina         | Duje, Igor           | Duje, Ivan               | Hana, Ivan           | Big Brother nominirani po kazni  | Hamdija, Ivan         | Izbačena (Dan 62)       | Izbačena (Dan 62)                           | Izbačena (Dan 62)               | Izbačena (Dan 62)      | Izbačena (Dan 62)      | Izbačena (Dan 62)     | Izbačena (Dan 62)       | Izbačena (Dan 62)          | Izbačena (Dan 62)          | 9                    |
| Duje       | automatski nominiran    | Kristina, Nataša       | Kristina, Sanja                        | Igor, Monika           | Igor, Lana           | Kristina, Sanja          | Hana, Lana           | Big Brother nominirani po kazni  | Izbačen (Dan 55)      | Izbačen (Dan 55)        | Izbačen (Dan 55)                            | Izbačen (Dan 55)                | Izbačen (Dan 55)       | Izbačen (Dan 55)       | Izbačen (Dan 55)      | Izbačen (Dan 55)        | Izbačen (Dan 55)           | Izbačen (Dan 55)           | 11                   |
| Hana       | Nije bila u kući        | Nije bila u kući       | Nije bila u kući                       | Nije bila u kući       | Nije bila u kući     | Preskočila nominacije    | Hamdija, Kristian    | Izbačena (Dan 48)                | Izbačena (Dan 48)     | Izbačena (Dan 48)       | Izbačena (Dan 48)                           | Izbačena (Dan 48)               | Izbačena (Dan 48)      | Izbačena (Dan 48)      | Izbačena (Dan 48)     | Izbačena (Dan 48)       | Izbačena (Dan 48)          | Izbačena (Dan 48)          | 5                    |
| Kristina   | automatski nominirana   | Brankica, Igor         | Duje, Matko                            | Igor, Matko            | Igor, Kristian       | Duje, Ivan               | Izbačena (Dan 41)    | Izbačena (Dan 41)                | Izbačena (Dan 41)     | Izbačena (Dan 41)       | Izbačena (Dan 41)                           | Izbačena (Dan 41)               | Izbačena (Dan 41)      | Izbačena (Dan 41)      | Izbačena (Dan 41)     | Izbačena (Dan 41)       | Izbačena (Dan 41)          | Izbačena (Dan 41)          | 30                   |
| Igor       | automatski nominiran    | Brankica, Kristina     | Brankica, Kristina                     | Kristina, Monika       | Kristina, Lana       | Izbačen (Dan 34)         | Izbačen (Dan 34)     | Izbačen (Dan 34)                 | Izbačen (Dan 34)      | Izbačen (Dan 34)        | Izbačen (Dan 34)                            | Izbačen (Dan 34)                | Izbačen (Dan 34)       | Izbačen (Dan 34)       | Izbačen (Dan 34)      | Izbačen (Dan 34)        | Izbačen (Dan 34)           | Izbačen (Dan 34)           | 15                   |
| Monika     | automatski nominirana   | Duje, Nataša           | Duje, Kristina                         | Duje, Igor             | Izbačenaa (Dan 27)   | Izbačenaa (Dan 27)       | Izbačenaa (Dan 27)   | Izbačenaa (Dan 27)               | Izbačenaa (Dan 27)    | Izbačenaa (Dan 27)      | Izbačenaa (Dan 27)                          | Izbačenaa (Dan 27)              | Izbačenaa (Dan 27)     | Izbačenaa (Dan 27)     | Izbačenaa (Dan 27)    | Izbačenaa (Dan 27)      | Izbačenaa (Dan 27)         | Izbačenaa (Dan 27)         | 11                   |
| Brankica   | automatski nominirana   | Kristina, Igor         | Kristina, Igor                         | Izbačen (Dan 20)       | Izbačen (Dan 20)     | Izbačen (Dan 20)         | Izbačen (Dan 20)     | Izbačen (Dan 20)                 | Izbačen (Dan 20)      | Izbačen (Dan 20)        | Izbačen (Dan 20)                            | Izbačen (Dan 20)                | Izbačen (Dan 20)       | Izbačen (Dan 20)       | Izbačen (Dan 20)      | Izbačen (Dan 20)        | Izbačen (Dan 20)           | Izbačen (Dan 20)           | 6                    |
| Nataša     | automatski nominirana   | Hamdija, Kristina      | Izbačena (Dan 13)                      | Izbačena (Dan 13)      | Izbačena (Dan 13)    | Izbačena (Dan 13)        | Izbačena (Dan 13)    | Izbačena (Dan 13)                | Izbačena (Dan 13)     | Izbačena (Dan 13)       | Izbačena (Dan 13)                           | Izbačena (Dan 13)               | Izbačena (Dan 13)      | Izbačena (Dan 13)      | Izbačena (Dan 13)     | Izbačena (Dan 13)       | Izbačena (Dan 13)          | Izbačena (Dan 13)          | 5                    |
| Biserka    | automatski nominirana   | Izbačena (Dan 6)       | Izbačena (Dan 6)                       | Izbačena (Dan 6)       | Izbačena (Dan 6)     | Izbačena (Dan 6)         | Izbačena (Dan 6)     | Izbačena (Dan 6)                 | Izbačena (Dan 6)      | Izbačena (Dan 6)        | Izbačena (Dan 6)                            | Izbačena (Dan 6)                | Izbačena (Dan 6)       | Izbačena (Dan 6)       | Izbačena (Dan 6)      | Izbačena (Dan 6)        | Izbačena (Dan 6)           | Izbačena (Dan 6)           | N/A                  |
| René       | automatski nominiran'   | Izbačen (Dan 6)        | Izbačen (Dan 6)                        | Izbačen (Dan 6)        | Izbačen (Dan 6)      | Izbačen (Dan 6)          | Izbačen (Dan 6)      | Izbačen (Dan 6)                  | Izbačen (Dan 6)       | Izbačen (Dan 6)         | Izbačen (Dan 6)                             | Izbačen (Dan 6)                 | Izbačen (Dan 6)        | Izbačen (Dan 6)        | Izbačen (Dan 6)       | Izbačen (Dan 6)         | Izbačen (Dan 6)            | Izbačen (Dan 6)            | N/A                  |
|            |                         |                        |                                        |                        |                      |                          |                      |                                  |                       |                         |                                             |                                 |                        |                        |                       |                         |                            |                            |                      |
| Bilješke   | 1                       | -                      | -                                      | -                      | -                    | 2                        | -                    | 1                                | 3                     | -                       | -                                           | 4                               | -                      | -                      | -                     | -                       | 5                          | 5                          |                      |
| Nominirani | Svi Stanari             | Kristina, Nataša       | Brankica, Duje, Igor, Kristina, Monika | Kristina, Monika       | Igor, Lana           | Ivan, Kristina           | Hana, Kristian       | All Stanari                      | Lana, Sanja           | Dominik, Hamdija        | Daca, Hamdija, Ivan, Kristian, Matea, Sanja | Daca, Kristian, Matea           | Maroje, Tatjana        | Matea, Željka          | Matea, Tatjana        | Daca, Tatjana           | Daca, Hamdija, Ivan, Matko | Daca, Hamdija, Ivan, Matko |                      |
| Izbačen    | René 29% za izbaciti    | Nataša 54% za izbaciti | Brankica 43% za izbaciti               | Monika 66% za izbaciti | Igor 70% za izbaciti | Kristina 75% za izbaciti | Hana 57% za izbaciti | Duje 35% za izbaciti             | Lana 53% za izbaciti  | Dominik 55% za izbaciti | Sanja 28% za izbaciti                       | Kristian 58% za izbaciti        | Maroje 68% za izbaciti | Željka 64% za izbaciti | Matea 52% za izbaciti | Tatjana 81% za izbaciti | Ivan 22% (od 4)            | Matko 30% (od 3)           |                      |
| Izbačen    | Biserka 17% za izbaciti | Nataša 54% za izbaciti | Brankica 43% za izbaciti               | Monika 66% za izbaciti | Igor 70% za izbaciti | Kristina 75% za izbaciti | Hana 57% za izbaciti | Duje 35% za izbaciti             | Lana 53% za izbaciti  | Dominik 55% za izbaciti | Sanja 28% za izbaciti                       | Kristian 58% za izbaciti        | Maroje 68% za izbaciti | Željka 64% za izbaciti | Matea 52% za izbaciti | Tatjana 81% za izbaciti | Daca 48.5% (od 2)          | Hamdija 51.5% za pobjedu   |                      |